# Мальтійський сокіл (фільм, 1941)
«Мальтійський сокіл» (англ. The Maltese Falcon) — американський фільм режисера Джона Г'юстона 1941 року за мотивами однойменного роману Дешилла Гемметта. На 18 вересня 2018 року фільм займав 218-ту позицію у списку "250 найкращих фільмів за версією IMDb.

## Сюжет
Бріджит О'Шоннессі (Мері Астор) звертається в детективне бюро Майлза Арчера та Сема Спейда (Гамфрі Богарт) для того, щоб простежити за таким собі Ферсбі, який нібито втік з сестрою О'Шоннессі. У першу ж ніч стеження Майлз Арчер убитий з пістолета. Незабаром, Ферсбі знаходять мертвим і підозра у другому вбивстві падає на Спейда, проте поліцейські не готові поставити йому звинувачення.
Приватний детектив Сем Спейд береться за розслідування, що затягує його у боротьбу за неоціненну статуетку «мальтійського сокола» з трьома ексцентричними злочинцями.
Ця реліквія прийшла в сучасний світ із глибини віків і символізує собою можливість маніпулювання людьми, народами, країнами. Людством, урешті-решт. Більш-менш підкованій людині відомо, що світом правлять секретні ордени та організації, а тому інтерес до цієї теми вічний і незаперечний.

## У ролях
- Гамфрі Богарт — Сем Спейд
- Мері Астор — Бріджит О'Шоннессі
- Гледіс Джордж — Айва Арчер
- Пітер Лорре — Джоел Кайро
- Сідні Ґрінстріт — Каспер Гатмен (Товстун)
- Бартон Маклейн — лейтенант Данді
- Ворд Бонд — сержант Том Полхаус
- Лі Патрік — Еффі Перрін, секретарка
- Джером Кауен — Майлз Арчер
- Елайша Кук-молодший — Вілмер Кук
- Волтер Г'юстон — капітан Якобі

## Озвучення українською
Фільм озвучений українською багатоголосною на студії 1+1.